# Cult (Emis Killa)
Cult è un singolo del rapper italiano Emis Killa, pubblicato il 6 giugno 2016 come secondo estratto dal terzo album in studio Terza stagione.

## La canzone
Rispetto al precedente singolo Non era vero, il brano presenta sonorità più pop ed estive e la voce del rapper modificata mediante l'Auto-Tune.

## Tracce
Download digitale
1. Cult – 3:45 (Massimiliano Dagani, Emiliano Rudolf Giambelli)

7" (Italia)
- Lato A

1. Cult – 3:45 (Massimiliano Dagani, Emiliano Rudolf Giambelli)

- Lato B

1. Non era vero – 3:51 (Luigi Florio, Antonio Lago, Emiliano Rudolf Giambelli)

## Classifiche
| Classifica (2016) | Posizione massima |
| ----------------- | ----------------- |
| Italia            | 69                |